# HD 17818
HD 17818，又名BD+47 723，SAO 38418、HR 849，是一颗恒星，视星等为6.26，位于銀經142.83，銀緯-9.54，其B1900.0坐标为赤經2h 46m 32.1s，赤緯+48° -9.54′ 35″。